# Schwaz (stad)
Schwaz is een stad aan de rivier de Inn in Tirol, Oostenrijk, ongeveer 23 kilometer ten oosten van Innsbruck.
In de Romeinse tijd was de loop van de rivier wat anders en was het naburige Vomp de belangrijke plaats. In de Middeleeuwen nam Schwaz die rol over. Met zijn 20.000 inwoners was het in de 15e en 16e eeuw veruit de grootste stad van Tirol en na Wenen de tweede stad van Oostenrijk, omdat een van de grootste zilvermijnen van Europa zich hier bevond. Deze mijn werd de basis van de rijkdom van het bankiershuis Fugger, aan wie zij was verpand.

## Geboren
- Stephanie Brunner (20 februari 1994), alpineskiester

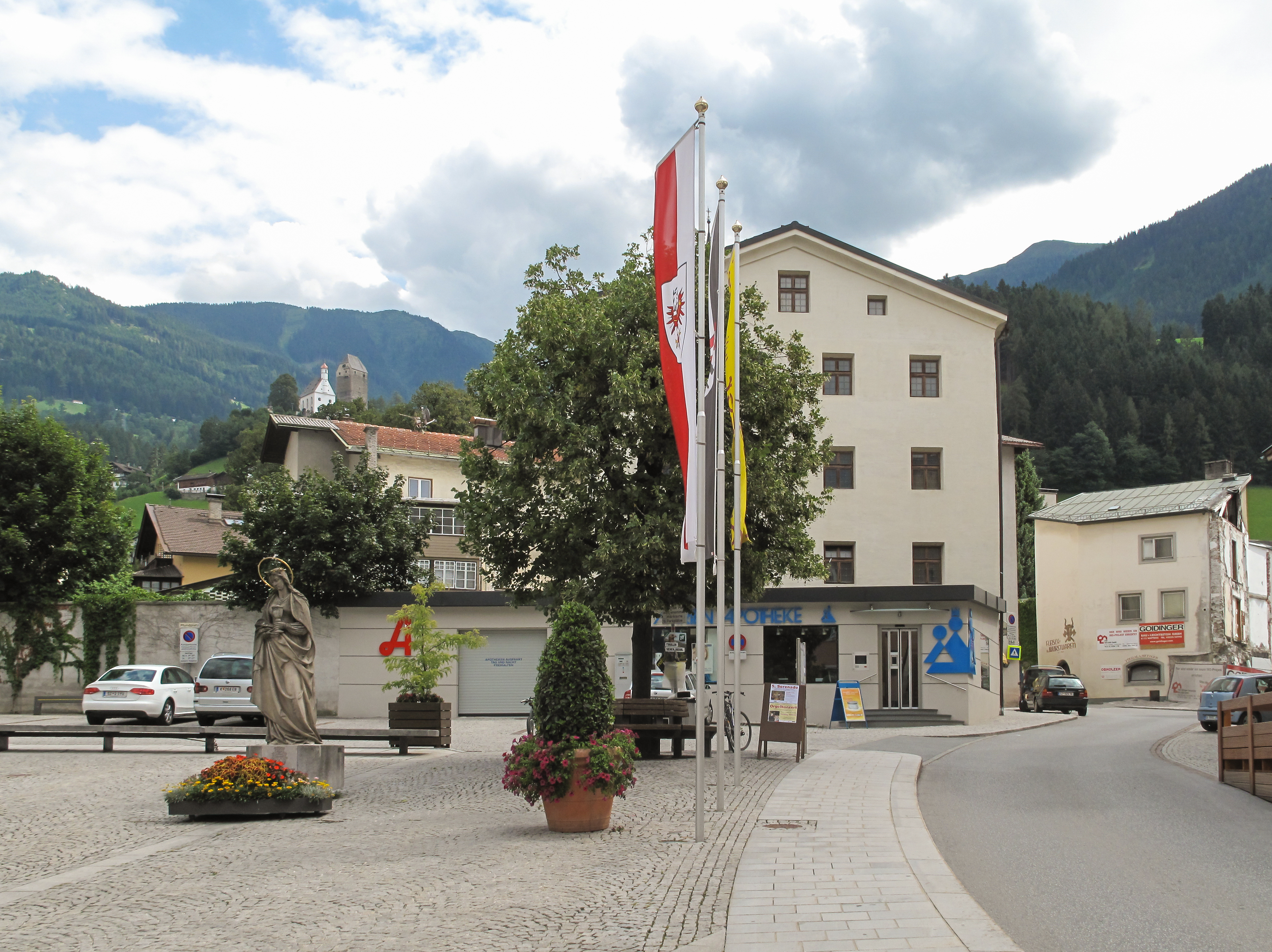
Schwaz, straatzicht
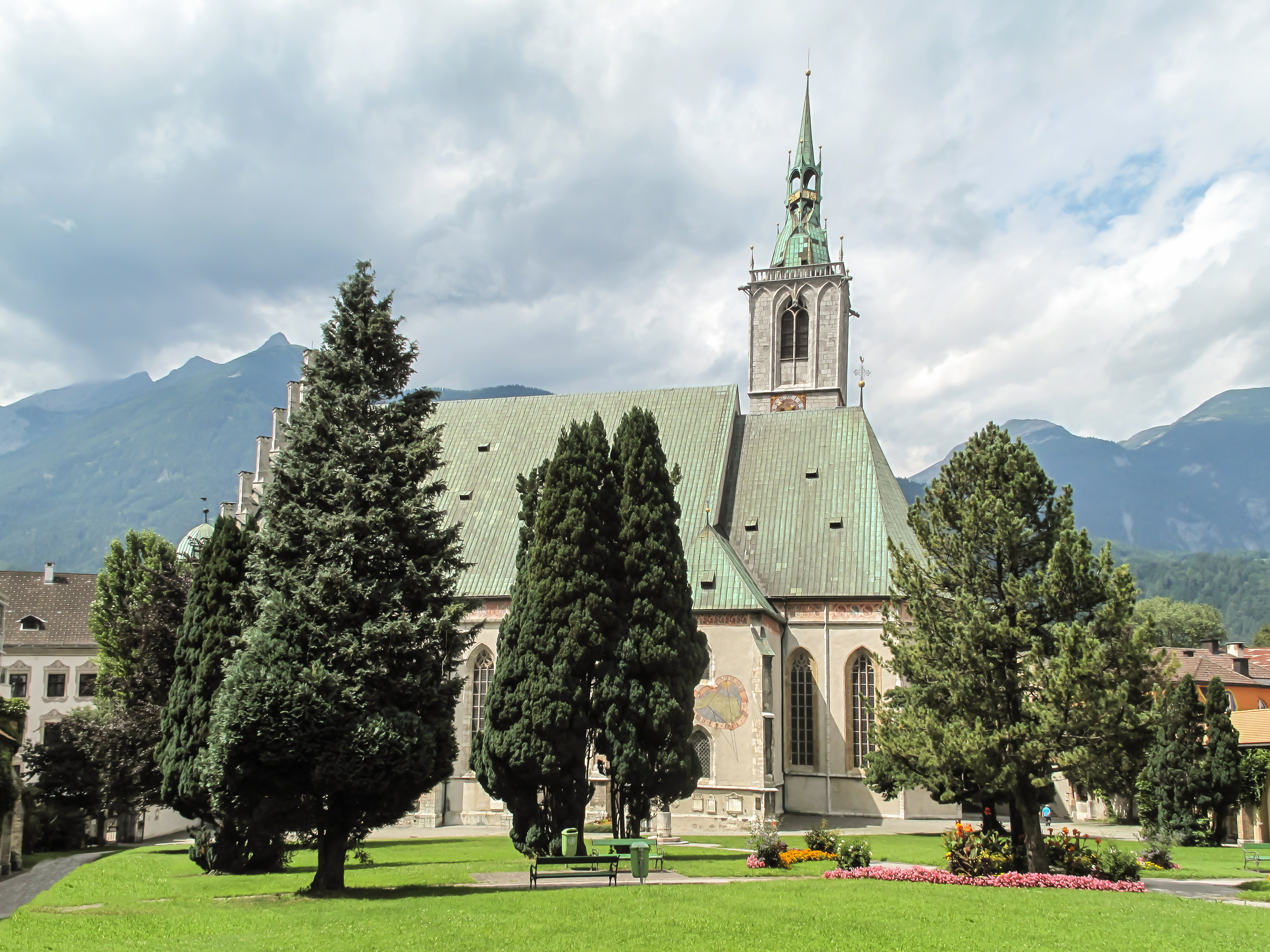
Schwaz, kerk: die Mariä Himmelfahrtkirche
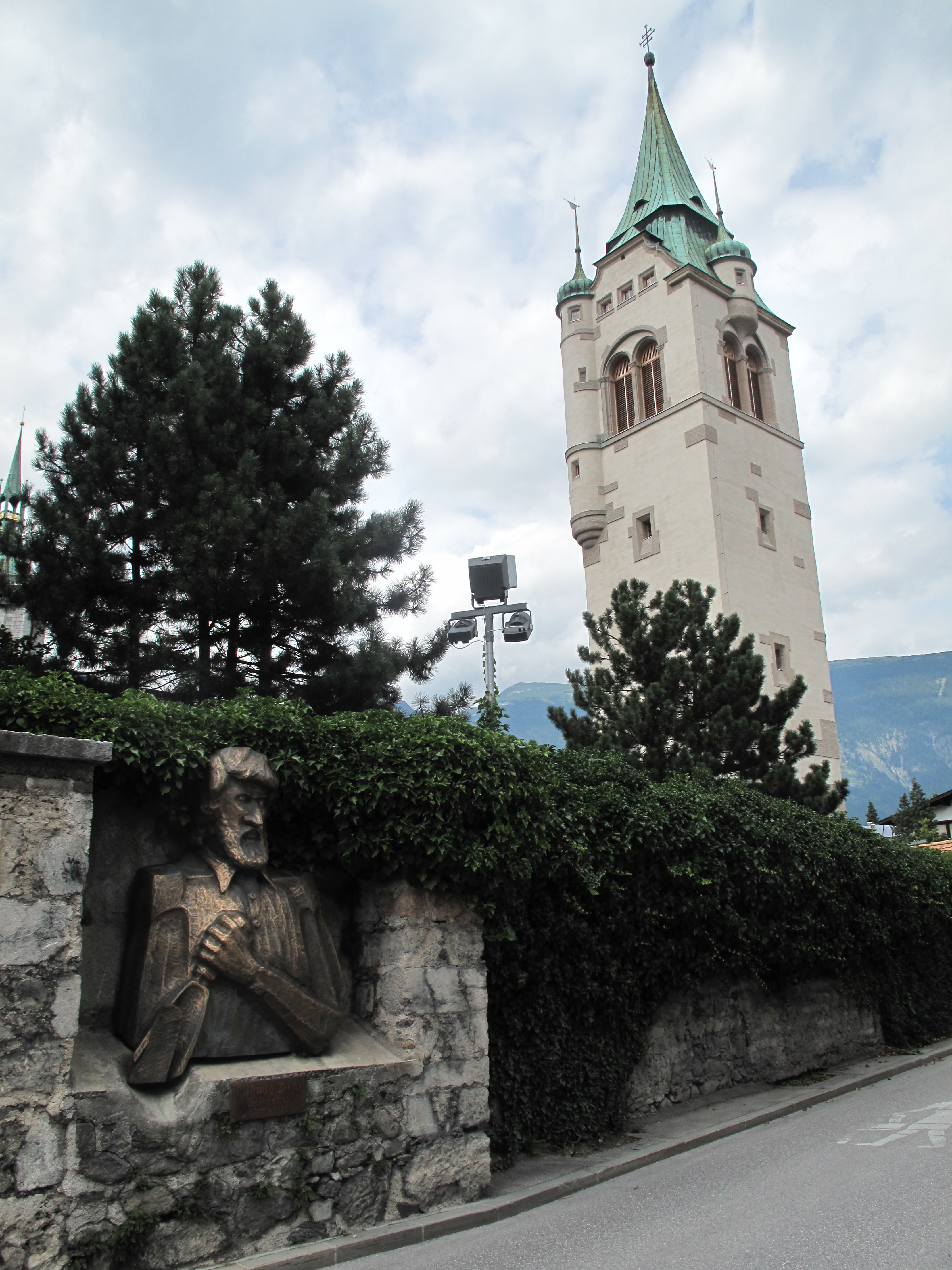
Schwaz, toren (der Friedhofsturm) met buste van Ludwig Penz

Achenkirch · 
Aschau im Zillertal · 
Brandberg · 
Bruck am Ziller · 
Buch  in Tirol · 
Eben am Achensee · 
Finkenberg · 
Fügen · 
Fügenberg · 
Gallzein · 
Gerlos · 
Gerlosberg · 
Hainzenberg · 
Hart im Zillertal · 
Hippach · 
Jenbach · 
Kaltenbach · 
Mayrhofen · 
Pill · 
Ramsau im Zillertal · 
Ried im Zillertal · 
Rohrberg · 
Schlitters · 
Schwaz · 
Schwendau · 
Stans · 
Steinberg am Rofan · 
Strass im Zillertal · 
Stumm · 
Stummerberg · 
Terfens · 
Tux · 
Uderns · 
Vomp · 
Weer · 
Weerberg · 
Wiesing · 
Zell am Ziller · 
Zellberg
- Gemeinsame Normdatei: 4053810-2
- Library of Congress Control Number: n82085612
- MusicBrainz: 5c9c9433-5418-4c19-a649-2c081ee80e36
- Nationale Bibliotheek van Tsjechië: ge293160
- Nationale Bibliotheek van Israël: 987007550416805171
- Virtual International Authority File: 129027809
- WorldCat: E39PBJj8WkjKGR8MhvW9PHQKBP